# Rocca aldobrandesca (Capalbio)
La Rocca aldobrandesca è un castello nel centro storico di Capalbio.

## Storia
La rocca venne eretta in epoca medievale come possedimento dell'Abbazia delle Tre Fontane di Roma. Nel corso del Duecento passò alla famiglia Aldobrandeschi che la fortificò ulteriormente; la famiglia ne ebbe il controllo a vicende alterne fino alla fine del Trecento, quando la perse definitivamente a vantaggio degli Orsini di Pitigliano.
La permanenza di Capalbio e della sua rocca nella Contea degli Orsini fu, tuttavia, molto breve, a causa della conquista da parte dei Senesi avvenuta agli inizi del Quattrocento. Da allora fu uno degli avamposti più meridionali della Repubblica di Siena. I Senesi eseguirono dei lavori di ristrutturazione, conferendo al monumento architettonico l'aspetto definitivo.
Nella seconda metà del Cinquecento, con la definitiva caduta di Siena, passò nelle mani dei Medici entrando nei confini del Granducato di Toscana.
Nel 1989 è stato utilizzato dal regista Duccio Tessari per gran parte delle riprese del film C'era un castello con 40 cani con Peter Ustinov e Salvatore Cascio.

## Descrizione
La rocca è situata nel punto più alto del borgo ed è costituita da una torre e da un palazzo signorile, noto come Palazzo Collacchioni, addossati tra loro su un lato.
La torre costituisce il nucleo originario del complesso e si presenta a sezione quadrangolare poggiante su un basamento a scarpa cordonato; la parte alta è coronata da una merlatura sommitale che poggia su mensole che racchiudono archetti ciechi.
Il palazzo è di epoca rinascimentale ed è addossato alla torre sul lato corto. Il fabbricato si sviluppa su tre livelli, presenta alcune decorazioni sulla facciata principale, dove si apre il portale che conduce al cortile interno dove è collocato un pozzo per la raccolta d'acqua nella sottostante cisterna interrata. Al suo interno sono conservati mobili d'epoca e un fortepiano Conrad Graf, suonato anche da Giacomo Puccini che spesso soggiornava presso la non lontana Torre della Tagliata.